# Spoom
Een spoom is een tussengerecht om de smaakpapillen te neutraliseren. Ingrediënten zijn vaak witte wijn en citrusvruchten. Het wordt koud opgediend.
Een andere benaming voor spoom is 'boisson frappée'. Het is ontstaan halverwege de negentiende eeuw, toen het serveren van diners in gangen opgang begon te vinden. Tot die tijd zette men alles tegelijk op tafel.
In de volksmond wordt een spoom vaak spoon genoemd, omdat deze in de regel op een lepel wordt opgediend of uit een glas wordt opgelepeld. Beide schrijfwijzen zijn correct.
De New Concise Larousse Gastronomique beschrijft spoom als: "Een type van schuimende sorbet, die een grote favoriet in Engeland was, gemaakt met een lichtere stroop dan die voor een echte sorbet wordt gebruikt. Als het begint op te stijven, wordt het gemengd met de helft zijn volume aan ongebakken Italiaanse meringue. Zoals sorbet, wordt het gemaakt van vruchtensap, wijn, sherry of porto en in een lang glas opgediend (met een paar lepels champagne die erover worden gelepeld). De naam is afgeleid van het Italiaanse spuma (schuim). In Italië, is spumone een licht schuimend roomijs dat met eiwit, een smaakstof en geklopte room wordt gemaakt."
Een voorbeeld van een spoom is scroppino.